# Regimiento Antiaéreo de Instrucción
El Regimiento Antiaéreo de Instrucción (motorizado mixto) (Flak-Lehr-Regiment (gem. mot.)) fue una unidad de la Luftwaffe durante la Segunda Guerra Mundial.

## Historia
Fue formado el 1 de octubre de 1937 en Stettin, a partir del II Grupo/23° Regimiento Antiaéreo (11. - 13. Baterías). Después es trasladado a Greifswald (abril de 1939 (?).
La 14° Batería/Regimiento de Instrucción Antiaérea fue formada en 1942 desde la 14° Batería/44° Regimiento Antiaéreo. En agosto de 1943 es redesignado 108° Batallón de Proyectores Antiaéreos.

## Servicios
- 1 de octubre de 1937 – 26 de agosto de 1939: bajo el Regimiento Antiaéreo de Instrucción.
- 26 de agosto de 1939 – septiembre de 1940: en Stettin bajo el Grupo Antiaéreo Stettin.
- septiembre de 1940 – julio de 1942: bajo el 1° Regimiento de Proyectores Antiaéreos (como I Batallón)
- julio de 1942 - agosto de 1943: en Stettin bajo el Grupo Antiaéreo Stettin.